# Mitsinjo (stad)
Mitsinjo is een stad in Madagaskar, gelegen in de regio Boeny.

## Geschiedenis
Tot 1 oktober 2009 lag Mitsinjo in de provincie Mahajanga. Deze werd echter opgeheven en vervangen door de regio Boeny. Tijdens deze wijziging werden alle autonome provincies opgeheven en vervangen door de in totaal 22 regio's van Madagaskar.

## Infrastructuur
Naast het basisonderwijs biedt de stad zowel middelbaar als hoger onderwijs aan.

## Economie
Landbouw en veeteelt bieden werkgelegenheid aan respectievelijk 15% en 10% van de beroepsbevolking. De belangrijkste gewassen in Mitsinjo zijn rijst en maïs, terwijl een ander belangrijk producten zoete aardappelen betreffen. In de dienstensector werkt5% van de bevolking. Daarnaast werkt 70% van de bevolking in de visserij.